# Ensaio 2007
Ensaio 2007 é um álbum demo da banda brasileira Casa das Máquinas.

## História
Este disco nasceu de um ensaio em 2007 que marcou a volta da banda Casa das Máquinas. Contêm alguns dos maiores sucessos da banda ao decorrer do tempo. O disco traz versões com um toque mais pesado dado pelas guitarras de Faísca. O disco teve uma tiragem limitada em 500 cópias, feitas para a venda no festival Psicodália em fevereiro de 2008.  

## Faixas
Faixas do álbum Ensaio 2007:
| N.º | Título              | Compositor(es)                            | Duração |  |
| 1.  | "Vale Verde"        | Netinho - Pisca                           |         |  |
| 2.  | "Dr Medo"           | Catalau - Netinho - Pisca                 |         |  |
| 3.  | "Lar de Maravilhas" | Aroldo - Carlos Geraldo - Netinho - Pisca |         |  |
| 4.  | "Casa de Rock"      | Catalau - Netinho - Pisca                 |         |  |
| 5.  | "Pra Cabeça"        | Netinho - Pisca                           |         |  |
| 6.  | "Vou Morar no Ar"   | Aroldo - Carlos Geraldo - Netinho         |         |  |

## Integrantes
- Andria : baixo e Voz
- Faísca: guitarra
- Marinho Testoni: teclados, backing vocal
- Marinho Thomas: bateria, backing vocal
- Netinho: bateria